# Friedrich Weill
Friedrich Weill (* 30. März 1858 in Lahr; † 3. Juni 1934 in Karlsruhe) war ein deutscher Rechtsanwalt und Politiker.

## Leben
Friedrich Weill wurde als Sohn des Arztes Max Weill (1832–1895) geboren. Er besuchte zunächst das Lahrer Gymnasium, bevor die Familie 1869 nach Karlsruhe umzog. Nach dem Abitur in Karlsruhe studierte Weill Rechtswissenschaften in Heidelberg, Berlin und Straßburg. 1880 wurde er promoviert; anschließend arbeitete er als Rechtsanwalt in Mannheim und ab 1884 in Karlsruhe.
1886 heiratete er Ida, geb. Herzfeld († 1927), aus der Ehe gingen vier Söhne hervor.
1890 gehörte Weill zu den Gründern der linksliberalen "Freisinnig-Demokratischen Partei Badens" (DDP), deren Landesvorsitzender er von 1910 bis 1918 war. Im November 1918 wurde er in eine Expertengruppe berufen, die einen Vorschlag für eine neue Verfassung für den Freistaat Baden ausarbeiten sollte. Die Wahl fiel später jedoch auf einen anderen Verfassungsentwurf. Weil war von 1893 bis 1919 als Stadtverordneter in Karlsruhe aktiv. Für seine Verdienste wurde ihm 1906 das Ritterkreuz I. Klasse des Ordens vom Zähringer Löwen verliehen.

## Werke
- Die Arbeiterwohnungsfrage in Strassburg i. E. In: Die Wohnungsnoth der ärmeren Klassen in deutschen Großstädten und Vorschläge zu deren Abhülfe : Gutachten und Berichte. Band 1, Duncker & Humblot, Leipzig 1886, S. 147–160.
- Entwurf einer Verfassungsurkunde für den freien Volksstaat Baden. Braun, Karlsruhe 1918.
- Aus den Erinnerungen eines alten Karlsruhers. Müller, Karlsruhe 1929.